# Mithapukur
Mithapukur è un sottodistretto (upazila) del Bangladesh situato nel distretto di Rangpur, divisione di Rangpur. Si estende su una superficie di 515,62 km² e conta una popolazione di 508.133  abitanti (censimento 2011).